# Samuel Johnson
Samuel Johnson, LL.D., (18. září 1709 Lichfield – 13. prosince 1784 Londýn) byl anglický básník, esejista, literární kritik a lexikograf, vůdčí duch pozdního anglického klasicismu.

## Život
Studoval na Pembroke College v Oxfordu, avšak po necelém roce musel studia kvůli nedostatku finančních prostředků opustit. Poté pracoval jako učitel, překládal (např. báseň Mesiáš Alexandera Popea do latiny) a přispíval i do novin (Birmingham Journal). Posléze se přestěhoval do Londýna a začal pracovat jako novinář pro první časopis na světě – The Gentleman's Magazine. Brzy se vydal na pole literatury, a to ve všech možných žánrech – napsal knižní životopis básníka Richarda Savage, vydal básnické sbírky London a The Vanity of Human Wishes a představil i divadelní hru Irene. Tato mnohostrannost se pro něj stala typickou. Využil ji i ve svém největším díle, Slovníku anglického jazyka (A Dictionary of the English Language), který vydal roku 1755, a na němž pracoval devět let. Slovník měl dalekosáhlý vliv na moderní angličtinu. Až do dokončení Oxfordského slovníku (Oxford English Dictionary) o 150 let později bylo Johnsonovo dílo nejvýznamnějším britským slovníkem. Poté byl editorem komentovaných sebraných spisů Williama Shakespeara. Vydal též ve své době populární alegorickou mravoučnou novelu The History of Rasselas, Prince of Abissinia (1759). Jeho eseje publikované v novinách Universal Chronicle vyšly v populární sbírce The Idler (1760). Vydával i vlastní periodika (The Rambler, The Adventurer), avšak většinou je neudržel dlouho při životě. V roce 1763 se spřátelil s Jamesem Boswellem, který se stal jeho věrným pobočníkem. Johnson popsal jejich společné cesty v knize A Journey to the Western Islands of Scotland. James Boswell o něm později napsal ceněnou biografii The Life of Samuel Johnson. Ke konci života se Johnson věnoval biografiím nejvýznamnějších anglických básníků (Lives of the Poets).
Byl velmi zbožným anglikánem, oddaným toryem a velkorysým filantropem. Jeho současníci svědčili o jeho zvláštní způsobech a ticích, dnešní badatelé usuzují, že patrně trpěl Tourettovým syndromem, v Johnsonově době neznámým. V Anglii se postava Samuela Johnsona stala symbolem celého 18. století.
Byl pohřben ve Westminsterském opatství.

## Citát
„Kdo je unaven Londýnem, je unaven životem, protože Londýn má vše, co život dokáže nabídnout.“